# Hasomer Hacair
Hasomer Hacair (újhéber nyelven: הַשׁוֹמֵר הַצָעִיר, nemzetközileg angol helyesírás szerint: Hashomer Hatzair, a szervezet nevének jelentése magyarul: Ifjúgárda) cionista szocialista ifjúsági szervezet. Nemzetközi szervezet, amelynek alapítása óta létezik magyar tagozata. Jelenleg egyesületi formában. (Magyarországi Somer Hacair Egyesület)
A Hasomer Hacairt 1989-ben alapították újra Budapesten. Magyarország egyik legnagyobb cionista ifjúsági mozgalma. Magyarország évente két tábort szervez, és különféle programokat is kínál zsidó fiataloknak: jótékonysági adományozást a magyar holokauszt-túlélőknek, vidéki zsidó temetők takarítását stb. A szervezetnek ma megközelítőleg 80 tagja van Budapesten. Hasomer Hacair volt az első zsidó ifjúsági mozgalom, amely a rendszerváltás után (1989) újraalakult Magyarországon.

## Ismertebb magyar tagok
- Aczél György
- Dr. Engländer Tibor
- Kolb Jenő
- Gur Dávid[2]

## Dokumentumfilmek
- Ellenállás: ellentámadásba lendültek (Resistance: They Fought Back, angol dokumentumfilm, 100 perc, 2023, rendezte: Paula Apsell és Kirk Wolfinger)